# タポチョ山

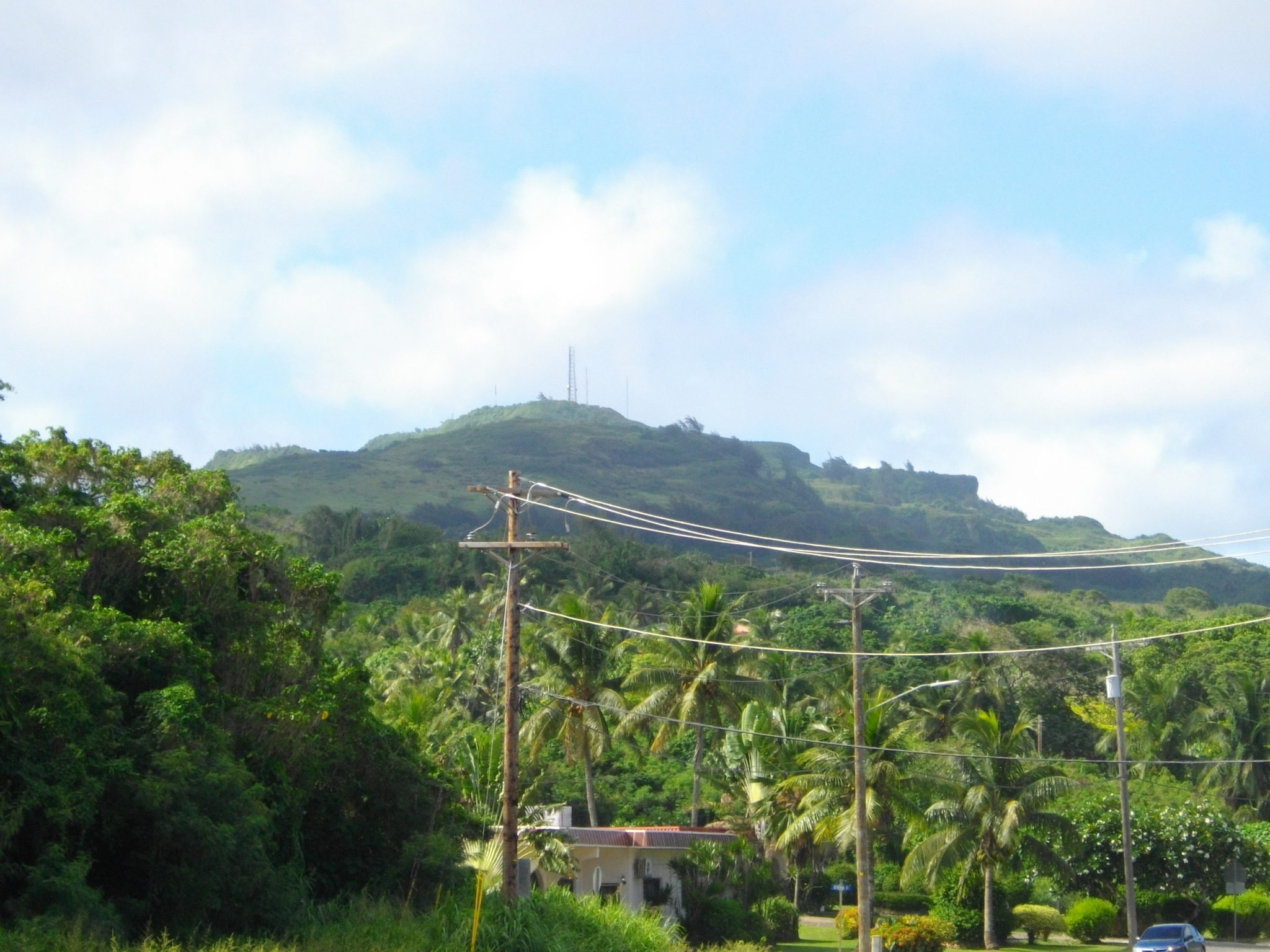
南西方面から望むタポチョ山

タポチョ山(Mt.Tapochau)は、サイパン島の中央にそびえる火山であり、サイパン島の最高峰である。タッポーチョ山とも表記する。

## 地理
タポチョ山の標高は473mと500mにも満たないが、太平洋の洋上を吹き抜ける気流がタポチョ山に当たることにより気流が乱れるため天候の変化が激しく、山頂部は霧がかかり気温が低く温帯気候となっている。そのため、標高によって植生が異なり、山麓には熱帯林が広がっているが、山頂部にはススキの草原が広がっている。
サイパン島は、世界最深のマリアナ海溝の隆起した部分であり、タポチョ山の山底はその海底にある。海面上に出ていのるは氷山の一角であり、裾野にあたるマリアナ海溝から測ると、11,384mの高さがあり、ハワイ島のマウナ・ケア山と同様に、世界で最も高い海底山のひとつでもある。

## 概要

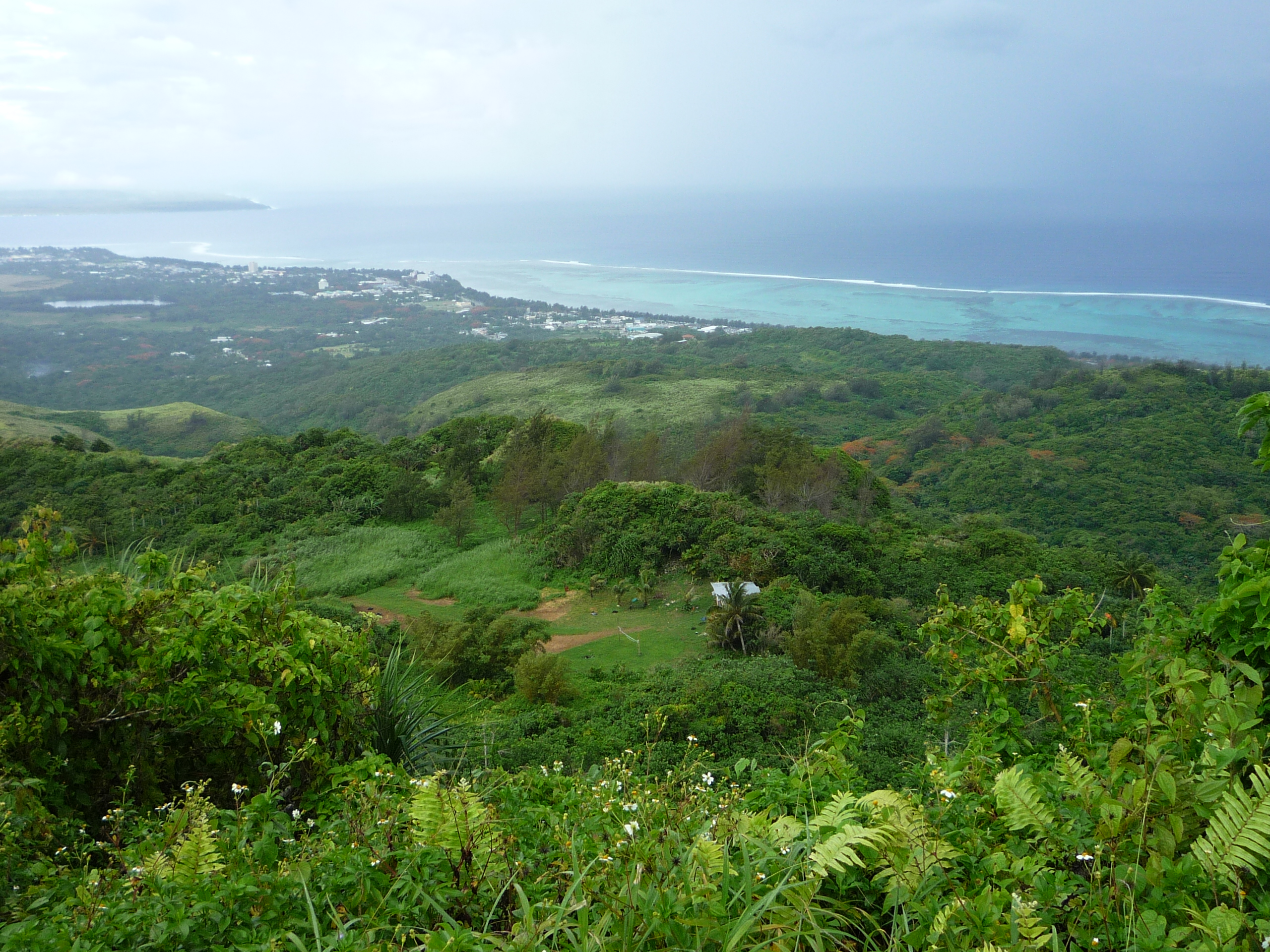
山頂から望むタナパグリーフとテニアン島

山頂には展望台があり、サイパン島の全景を一望でき、テニアン島やロタ島なども望むことができる。美しい海岸線や広大な熱帯林が広がる渓谷など美しい景観が広がっており、サイパンの観光名所の一つである。
また、頂上には両腕を広げた形のキリスト像が立っており、このキリスト像はサイパンのシンボルとしても名高い。
日本統治時代には、四国八十八箇所を模した「サイパン八十八箇所」の札所が山頂から麓のチャランカノアまでの登山道に建立され、彼岸の日には多くの巡礼者が訪れた。戦後、その多くが行方不明になってしまったが、現在でも一部の石仏が現存している。
タポチョ山には、無数の洞窟があり、サイパンの戦いでは、司令部や野戦病院が置かれ戦場と化した。現在でも、未回収の多くの遺骨が土中に眠っていて、鉄かぶと（ヘルメット）や水筒、薬莢などが転がっている。サイパン島守備隊本隊が玉砕した後も、大場栄率いる部隊がこの山を拠点に約1年間ゲリラ戦を展開し、終戦後の1945年（昭和20年）12月1日に下山し、投降した所としても知られている。

## 登山
頂上へは麓より登山道が繋がっているが、途中からオフロードになっているため、四輪駆動車やバギーカーの利用が一般的である。